# Коле Риналдо (Ријети)
Коле Риналдо је насеље у Италији у округу Ријети, региону Лацио.
Према процени из 2011. у насељу је живело 92 становника. Насеље се налази на надморској висини од 629 м.